# 日本福音教会 (メソジスト)
日本福音教会（にほんふくいんきょうかい、Evangelical Association、de:Die Evangelische Gemeinschaft)は、かつて存在したプロテスタント、メソジスト系のキリスト教の信徒団体。宗教団体法により統合され、現在は日本基督教団の一部を構成している。日本聖書神学校設立の中心を担った。

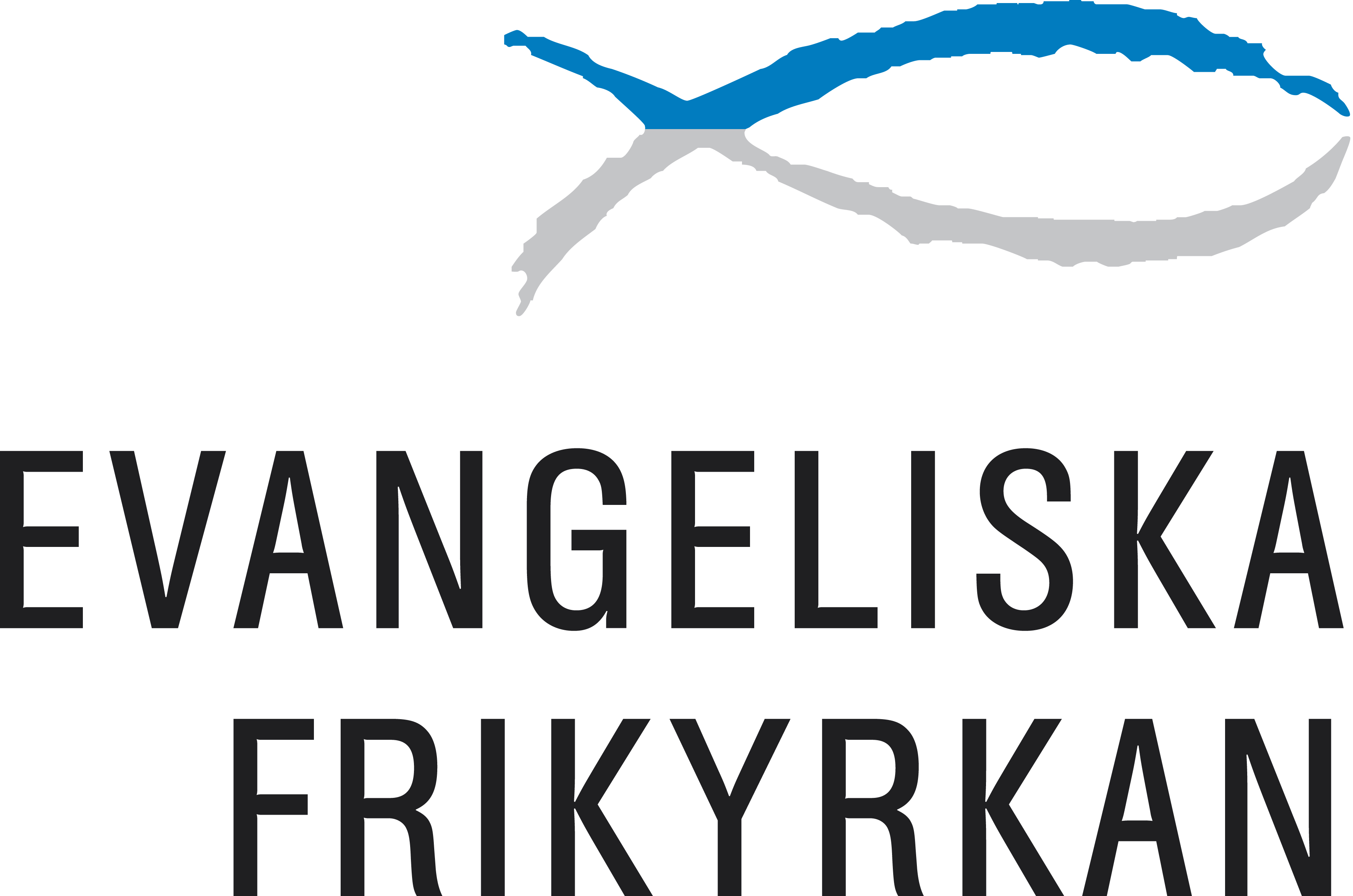

## 歴史
- 1807年に米国でヤコブ・アルブレヒト(en:Jacob Albright)によって組織された福音教会の宣教師たちによって1877年11月に来日。元来はペンシルベニアのドイツ人の間で始まったグループで、ルーテル派の影響もあるがメソヂストの制度を取り入れ監督制度であり、大体メソヂスト教会と信仰内容は同じである。よって独逸メソヂスト教会とも言われた。信仰背景としてはルーテル派の敬虔主義の流れにある、

日本基督教団加入に当たっては日本組合基督教会系の第3部に編入された。

## 主な牧師
- 岡田五作（田園調布教会）